# Withania chamaesarachoides
Withania chamaesarachoides är en potatisväxtart som först beskrevs av Tomitaro Makino, och fick sitt nu gällande namn av A.T. Hunziker. Withania chamaesarachoides ingår i släktet Withania och familjen potatisväxter. Inga underarter finns listade i Catalogue of Life.